# Майборода, Александр Андреевич
Александр Андреевич Майборода (30 сентября 1924 года, село Белозерское, Уральская область — 13 февраля 1987 года, Магнитогорск, Челябинская область) — бригадир слесарей-монтажников Магнитогорского монтажного управления треста «Востокметаллургмонтаж» Министерства строительства РСФСР, Челябинская область. Герой Социалистического Труда (09.08.1958).

## Биография
Родился 30 сентября 1924 году в селе Белозерское в украинской семье.
С 1942 года постоянно проживал в Магнитогорске. Обучился в школе фабрично-заводского дела. С 1942 года работал слесарем в Магнитогорском отделение «Востокметаллургмонтаж». В 1949 году назначен бригадиром слесарей-монтажников. Его бригада участвовала в сооружение более 30 агрегатов на Магнитогорском металлургическом комбинате. Постоянно командировался на различные Всесоюзные стройки. Так участвовал в строительстве объектов Днепродзержинского металлургического завода, участвовала в монтаже трубопроводов Орско-Халиловского металлургического завода, в сооружении конвейерных линий на Аркалыкском и Тургайском рудниках, в строительстве агломерационной фабрики Усть-Каменогорского свинцово-цинкового комбината.
Автор большого количества новшеств и предложений по монтажу зданий и сооружений. Известен как наставник молодых рабочих.
Указом от 9 августа 1958 года за выдающиеся успехи в строительстве Александр Майборода был удостоен звания Герой Социалистического Труда с вручением Ордена Ленина и золотой медали «Серп и Молот».
С 1974 — инструктор по передовым методам монтажа. С 1984 на пенсии.
Умер 13 февраля 1987 году. Похоронен на Правобережном кладбище в Магнитогорске.

## Награды
Имеет следующие награды, за трудовые успехи:
- Герой Социалистического Труда (09.08.1958);
- Орден Ленина (09.08.1958).
- Медаль «За трудовую доблесть» (22.12.1955)
- Почётный строитель РСФСР.